# Rebecca Latimer Felton
Rebecca Ann Latimer Felton, née le 10 juin 1835 à Decatur (dans l'État américain de Géorgie) et morte le 24 janvier 1930 à Atlanta (Géorgie), est une écrivaine, conférencière, réformatrice sociale et femme politique américaine. Elle est la première femme à siéger au Sénat des États-Unis. 

## Biographie
Rebecca Latimer Felton est une personnalité féminine éminente dans la Géorgie de la période dite de l'Ère progressiste (Progressive era). Le droit de vote et d'éligibilité est adopté aux États-Unis en 1920. Nommée au Sénat des États-Unis, à Washington DC, Rebecca Latimer Felton prête serment le 21 novembre 1922, à 87 ans, neuf mois et 22 jours — ce qui fait d'elle le plus vieil entrant de l'histoire du Sénat. Elle siège pendant 24 heures seulement.

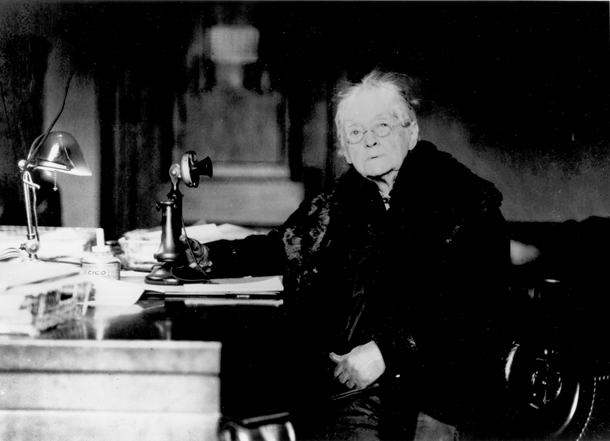
La sénatrice Rebecca Felton à son bureau.

Ce bref mandat a pour origine la mort du sénateur Thomas E. Watson (en). Candidat à sa succession, le gouverneur Thomas W. Hardwick (en) cherche alors une personnalité pour occuper le siège vacant jusqu'au scrutin, et qui ne serait pas un potentiel concurrent. Il désire aussi marquer des points auprès des femmes, qui peuvent désormais voter. Cependant, le Sénat avait arrêté ses réunions jusqu'aux prochaines élections sénatoriales, si bien qu'il était peu probable que Rebecca Latimer Felton soit officiellement assermentée sénatrice. Finalement, Thomas W. Hardwick est battu par Walter F. George (en). Plutôt que d'occuper immédiatement son siège, ce dernier, grâce à la persuasion de Rebecca Latimer Felton et au soutien de féministes de l'État de Géorgie, accepte qu'elle devienne sénatrice pendant une journée,,. Il s'agissait d'un geste symbolique envoyé au mouvement féministe, dont elle était l'une des figures.  
Jusqu'à l'élection de Kelly Loeffler en 2020, elle est également la seule femme à avoir été sénatrice de Géorgie. Auparavant, elle avait participé aux campagnes de son mari William Harrell Felton (en), membre de la Chambre des représentants des États-Unis et de celle de Géorgie.
Elle est particulièrement engagée sur les questions de société, notamment la réforme pénitentiaire, le droit de vote des femmes et la modernisation du système scolaire. En 1915, elle s'implique dans la rédaction d'un grand programme féministe, prévoyant notamment l'égalité de rémunération pour un travail égal.
Elle garde toutefois des préjugés racistes, notamment elle a l’obsession du « noir violeur de femme blanche », et voit dans le lynchage le seul remède à la prévention des viols. Elle est par ailleurs le dernier membre du Congrès à avoir été propriétaire d'esclaves avant la guerre de Sécession.

## Publications
- (en) Country Life in Georgia In the Days of My Youth, Laconia Publishers, 2016.
- (en) My Memoirs of Georgia Politics, Andesite Press, 2015.
- (en) Country Life in Georgia in the Days of My Youth; Also Addresses Before Georgia Legislature Woman's Clubs, Women's Organizations and Other Noted, Theclassics.Us, 2013.